# Зубчатый
Зубча́тый (Анянаут — бабушка) — необитаемый остров в России, расположенный к западу от устья рек Пустая и Рекинники и острова Ровный, в районе лежбища морского зверя, в восточной части Пенжинской губы в заливе Шелихова в Охотском море, у северной части западного побережья полуострова Камчатка. Относится к Карагинскому району Камчатского края.
Остров вытянут с севера на юг. У северного окончания острова находятся острова Скалистый и Малый.
Острова Ровный и Зубчатый населяет большая конюга.